# Den rozjdenija Alisy
Den rozjdenija Alisy (russisk: Де́нь рожде́ния Али́сы) er en russisk animationsfilm fra 2009 af Sergej Serjogin.

## Medvirkende
- Jasja Nikolajeva som Alisa Selezneva
- Aleksej Kolgan som Gromozeka
- Jevgenij Stytjkin
- Natalja Murasjkevitj
- Roman Staburov som Stepan